# Israel Chemicals
La Israel Chemicals Ltd. (in ebraico כימיקלים לישראל בע"מ‎?), nota anche con la sigla ICL, è una multinazionale israeliana con sede a Tel Aviv, specializzata nella vendita e produzione di fertilizzanti, prodotti metallurgici e altri prodotti chimici ad uso speciale.
L'impresa serve principalmente tre mercati: 
- Agricoltura
- Agroalimentare
- Materiali ingegnerizzati

La ICL produce circa un terzo di bromo del mondo, ed è il sesto più grande produttore di sali di potassio al mondo. Nel dicembre 2021, ICL ha annunciato l'apertura di un impianto di produzione di proteine alternative di 10.000 piedi quadrati a St. Louis, Missouri.